# چاه زیارت ۱
چاه زیارت ۱، روستایی در دهستان چاه ریگان بخش چاه مرید شهرستان کهنوج در استان کرمان ایران است.

## جمعیت
بر پایه سرشماری عمومی نفوس و مسکن در سال ۱۳۹۵، جمعیت این روستا برابر با ۶۴۷ نفر (۱۷۸ خانوار) بوده‌است.